# نظام تحكم ذنب الطائرة

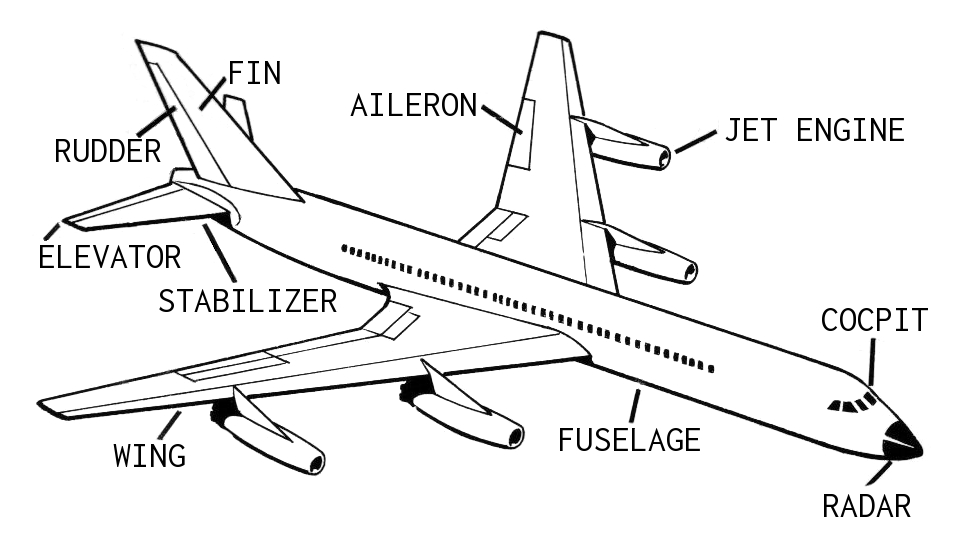
هيكل الطائرة ويظهر الجناح والذنب

نظام تحكم ذنب الطائرة هو عبارة عن جهاز تحكم الانحراف (yaw) يستخدم في العديد من الطائرات (عادة الطائرات النفاثة والمحركات المروحية) لتقليل التذبذبات المتدحرجة المعروفة باسم وضع اللفة (Dutch roll mode).

## مكوناته
يتألف من أجهزة استشعار بمعدل الانحراف (yaw) وجهاز معالج يوفر إشارة إلى مشغل متصل بالطائرة. استخدام نظام تحكم لذنب الطائرة يساعد على توفير راحة أفضل للركاب عن طريق منع التذبذب والطيران المتعرج غير المريح. في بعض الطائرات يكون إلزاميا أن يمارس نظام تحكم ذنب الطائرة في جميع الأوقات أثناء الطيران فوق ارتفاع محدد.